# La Ville-aux-Bois-lès-Pontavert
 La Ville-aux-Bois-lès-Pontavert  es una población y comuna francesa, en la región de Picardía, departamento de Aisne, en el distrito de Laon y cantón de Neufchâtel-sur-Aisne.

## Demografía
| 96 | 129 | 96 | 119 | 109 | 136 |
| Para los censos de 1962 a 1999 la población legal corresponde a la población sin duplicidades (Fuente: INSEE [Consultar]) |     |    |     |     |     |